# Rudolf Klein-Rogge
Rudolf Klein-Rogge, nome completo Friedrich Rudolf Klein-Rogge (Colonia, 24 novembre 1885 – Wetzelsdorf bei Jagerberg, 29 maggio 1955), è stato un attore tedesco.
Con Destino (1921), considerato il primo film di Fritz Lang basato sull'estetica dell'espressionismo tedesco, inizia una proficua collaborazione con il grande regista tedesco grazie al quale assurgerà a fama mondiale per la sua interpretazione in tre suoi film, specialmente nei ruoli di Mabuse e dell'inventore pazzo prof. Rotwang in Metropolis (1927). Per questi due ultimi personaggi è considerato il precursore della figura cinematografica dello scienziato pazzo.

## Biografia
Aveva fitti capelli biondi, occhi di ghiaccio e sguardo ipnotico, tratti somatici aggressivi e voce vigorosa.
Nasce a Colonia il 24 novembre 1885 come Friedrich Rudolf Klein, figlio di un giurista della corte marziale. Altre fonti danno il 1888 come anno di nascita. Alla morte della madre, il padre si risposa e Rudolf acquisisce una sorellastra; più avanti, si aggiunge un ulteriore fratello con il matrimonio della matrigna, alla morte del padre naturale. Su desiderio di quest'ultimo, l'adolescente Rudolf frequenta il corpo cadetti prussiano, all'accademia militare di Colonia: il genitore aspirava per lui ad una carriera militare, idea che non sfiora affatto Rudolf, il quale decide di completare i suoi studi finendo il ginnasio umanistico ed ottenendo la maturità.

### Primo contatto con il teatro
Tra Berlino e Bonn, durante un primo corso di studi in storia e letteratura, frequenta lezioni di teatro. Ben presto il talentuoso giovane si imbatte nell'attore e regista viennese Hans Siebert, che lo prende sotto la sua ala. Per evitare di essere confuso con un altro studente, omonimo, Rudolf si fa chiamare Klein-Rogge. Il 1909 è l'anno in cui l'appena ventenne Rudolf fa il suo debutto teatrale nei panni del cospiratore di Cesare, Cassio, nella tragedia shakespeariana Giulio Cesare, allo Stadttheater di Halberstadt, portando in scena il lavoro di Georg Kaiser.

### Thea von Harbou, Fritz Lang e l'ascesa
Fino al 1914 resta ad Halberstadt, per poi seguire un cambio di rotta tra il 1914 e il 1915 alla volta di Aquisgrana, Kiel e Düsseldorf. Ad Aquisgrana incontra Thea von Harbou, la bella e ambiziosa attrice e scrittrice per la quale passa da amico e mentore ad amante e marito, nello stesso 1914. È nel 1918 che, al teatro di Norimberga, diventa ben presto uno dei più importanti attori teatrali, e comincia a lavorare a trame teatrali scritte di suo pugno. Guadagnava intorno ai 12.000 marchi tedeschi l'anno, mentre von Harbou percepiva un totale di 100.000 marchi tedeschi l'anno, e sarebbero stati di più se si fosse trasferita a Berlino. Così, nonostante la prepotente scalata di carriera, lo stesso anno, Klein-Rogge decide di tornare a Berlino al seguito della moglie; la frenetica capitale schiaccia il suo emergente talento, e malgrado fosse stato assunto al Lessing Theater come attore e regista teatrale, Rudolf non riesce ad impadronirsi della metropoli e la sua carriera subisce una fase di stallo. Come se non bastasse, anche la sua vita privata attraversa una battuta di arresto, con la fine, nel 1921, del matrimonio con von Harbou.
Dopo aver girato per paesi e città lungo il Reno e la Germania del nord, è a partire dal 1919 che Rudolf comincia ad inoltrarsi nel mondo del cinema muto, dapprima con piccoli ruoli – dopo Morphium (1919), Die Launen eines Milliardärs (1919) e Das Licht Am Fenster (1919), nel 1920 è lo scorbutico malvivente incastrato per errore dalla polizia ne Il gabinetto del dottor Caligari di Robert Wiene – dando comunque prova delle sue capacità recitative. Tuttavia, è lo storico incontro con il regista Fritz Lang, il nuovo marito di von Harbou (matrimonio nel 1922), che piazza Rudolf sul binario giusto verso l'immortalità. Nel 1920 lavora per la prima volta con Fritz Lang con un ruolo non protagonista in L'immagine errante. Durante questo periodo, von Harbou si innamora di Lang, e i due danno inizio ad una tresca amorosa alle spalle dei rispettivi partner. Klein-Rogge e von Harbou si separano nel 1920 e più tardi arriva il divorzio, mentre la moglie di Lang muore suicida, e ciò consente a lui e von Harbou di sposarsi nel 1922. 
Senza che la vita privata intacchi la fruttuosa relazione lavorativa, il trio Lang - von Harbou - Klein-Rogge spadroneggia lungo le vie del cinema tedesco degli anni venti: Rudolf trova velocemente il suo posto nell'immaginario collettivo, assumendo i ruoli più oscuri e diabolici che Lang potesse trovare per lui: partendo, nel 1921, dalla doppia interpretazione in Der Müde Tod, in cui impersona un derviscio e il nobile Girolamo, nel 1922 diventa il fantomatico dottor Mabuse (nelle due parti Der große Spieler. Ein Bild der Zeit e INFERNO. Ein Spiel von Menschen unserer Zeit), e nel 1924 il dispotico re Etzel in entrambi i film della saga dei Nibelunghi, Siegfried e Kriemhilds Rache. Nel girare la scena della morte di Fáfnir, nel primo film, un difficile Paul Richter (Siegfried) rifiuta di mostrarsi completamente nudo di fronte alla cinepresa; uscendo finalmente da questa fase di impasse, Lang chiede a Klein-Rogge di ricoprire il ruolo di controfigura; così, l'attore si fionda immediatamente tra le rocce per inscenare il bagno di Siegfried nel sangue magico del drago, scatenando le polemiche del vanitoso Richter, convinto che la forte differenza di prestanza fisica si sarebbe notata. Nel 1927 Klein-Rogge veste i panni del megalomane inventore C. A. Rotwang nel capolavoro Metropolis, quando un anno dopo impersonerà il leader criminale Hagi nel poliziesco Spione.

### Dal muto al sonoro
Al di là della collaborazione con Lang, l'attore lavora anche a fianco di registi come Fredric Zelnik e Rochus Gliese. Resta inoltre impressa nell'immaginario espressionista la sua maestosa interpretazione del tiranneggiante “signore della montagna”, nel film Der Steinerne Reiter di Fritz Wendhausen (1923); nel 1925 interpreta il capitano pirata Salvatore nel film d'avventura Pietro der Korsar di Arthur Robison e nel 1927 è il rozzo zar Peter accanto all'attore russo Ivan Mozzhukhin, nello strabiliante film in costume Casanova.
L'avvento del sonoro nel cinema, non sembra spaventare Klein-Rogge, che si butta a capofitto nel business senza perdere un'occasione. Il 1932 riporta l'attore nel ruolo di Mabuse nel sequel sonoro, diretto da Lang, Il testamento del dottor Mabuse, nel quale Rudolf sorprende con la sua versatile e risonante voce. Nonostante i suoi tratti somatici duri, lo sguardo penetrante e la potente voce lo rendessero il perfetto villain, la sua carriera ha dato spazio anche a qualche ruolo comico, come nel film musicale, di Douglas Sirk Das Hofkonzert, 1936, o, ad un anno di distanza, il personaggio del consigliere Müller nella commedia musicale di Erik Wasehnecks Die göttliche Jette.
Alla fine degli anni venti, la star recita in numerosi film francesi, come in La faute de Monique di Maurice Gleize del 1929 o in Le requin di Henri Chomette. Negli anni trenta vediamo l'attore in ruoli non centrali ma ugualmente memorabili come il disabile mentale Michele in Elisabeth und der Narr (1934) o lo sconsiderato Maurer Mattern nel film Hanneles Himmelfahrt (1934), entrambi sceneggiati da Thea von Harbou. Hans Steinhoff lo sceglie poi per il ruolo di Leopod Dessauer, al fianco di Emil Jannings, in Der Alte und der Junge König (1935); compare anche nel biografico di Rober Koch, Der Bekämpfer des Todes (1939). Luis Trenker gli dà il ruolo di banchiere in Der Kaiser von Kalifornien nel 1936, Veit Harlan lo sceglie come direttore Bodelfing nel prodotto propagandistico Ingratitudine (1937) e Viktor de Kowa lo vuole nel film di letteratura Schneider Wibbel (1939).

### Nazismo e declino
Quando il governo di Hitler sale al potere nel 1933, e Lang fugge dalla Germania, tuttavia, la carriera cinematografica di Klein-Rogge declina, e per i successivi otto anni lo attendono solo piccoli ruoli, tra i quali le sue partecipazioni ad una ottantina di film di propaganda nazista. Dopo l'apparizione nell'adattamento di Carl Froelich Hochzeit auf dem Bärenhof nel 1942, Klein-Rogge è costretto a ritirarsi dal panorama cinematografico: nonostante l'attore avesse aderito al Partito Nazista, cade malauguratamente tra le “antipatie” di Joseph Goebbels – il suo nome è segnato nella Schwarze Liste, con l'accusa di aver intrattenuto relazioni con individui con sangue ebreo (Lang, ad esempio, era per un terzo ebreo).
Alla fine della Seconda guerra mondiale, Klein-Rogge tenta di riprendere i contatti con Fritz Lang per rimettere piede nel business, ma il regista sembra non serbare più “alcun ruolo per lui”. Questo costringe l'attore ad un ritorno alle origini, e fino agli anni cinquanta trova impiego a Graz come regista teatrale, mettendo in scena diversi suoi lavori. Solamente nel prodotto austriaco Hexen del 1949 tornerà sul grande schermo per un'ultima volta, interpretando una piccola parte.

### Vita privata
La prima moglie fu Gerda Melchior, attrice, e cugina di Henny Porten, star del primo cinema muto. Dal primo matrimonio di Melchior con il direttore di un penitenziario, Carl Finkelnburg, era nata Ela Elborg (nata Hilde Finkelnburg, 1899-2004), che fu assistente del regista Veit Harlan e, essendo per metà ebrea, riuscì a sopravvivere all'Olocausto solo con l'aiuto di Klein-Rogge, suo patrigno, e della seconda moglie Thea von Harbou. Il matrimonio del 1914 con von Harbou si concluse con il divorzio nel 1921, e poco dopo Rudolf si risposò con Margarete Neff (1892-1984), una collega che conobbe sul set di Die Nächte des Cornelis Brouwer; ma anche questa unione trovò la fine nel 1927.
Nel 1932, il posto di quarta moglie spetta a Mary Johnson (nata Astrid Maria Carlsson - 1896-1975), di origini svedesi; la figlia della coppia, Karin, vide la luce nel 1933. Non è chiaro se il figlio Egil (Egil Hartmut Johnson), morto nel 1943 a causa della guerra, fosse figlio naturale di Rudolf oppure nato come Karl Johnson dal secondo matrimonio di lei con l'attore Karl Gerhard (1891-1964); documenti ufficiali sembrano attribuire la paternità a Klein-Rogge.

### Ricostruzione degli ultimi anni di vita
Morì il 29 maggio 1955, a causa di un ictus, quasi ignorato dai media e dimenticato dal pubblico, nel villaggio austriaco di Wetzelsdorf bei Jagerberg (40 km a sud-est di Graz). Essendo sepolto nel cimitero di Graz (Friedhofgasse, 33), fonti errate riportano che Rudolf morì a Graz. L'attore trascorse gli ultimi anni di vita in relativa serenità nella sua tenuta a Wetzelsdorf, dove si era trasferito con il fratellastro nel 1943. Un documentario in proposito, raccoglie testimonianze riguardanti gli ultimi anni dell'attore nel paesino austriaco.
Mary Johnson, la cui salute mentale vide un declino spaventoso a partire dalla morte del figlio Egil nel 1943, appena dopo la morte del marito fu riportata in Svezia, come l'attore aveva chiesto. Ma una notte del 1962, ben sette anni dopo, fu trovata dal dottor Putzler a vagare in stato confusionale di fronte alla sua ex tenuta di Wetzelsdorf, formulando domande insensate: “Rudolf, apri la porta! Fammi entrare! Dov'è nostro figlio?”, spaesata e in lacrime. Dopo essere stata ricondotta ancora una volta in Svezia, non tornò più a Wetzelsdorf.

## Filmografia parziale
- Der Film von der Königin Luise - 1. Abteilung: Die Märtyrerin auf dem Königsthron, regia di Franz Porten - cortometraggio (1913)
- Der Film von der Königin Luise - 2. Abteilung: Aus Preußens schwerer Zeit, regia di Franz Porten -cortometraggio (1913)
- Das Licht am Fenster, regia di Bruno Ziener (1919)
- Spiele eines Milliardärs (1919)
- Das Geheimnis des Irren, regia di Emmerich Hanus (1919)
- Morphium, regia di Bruno Ziener (1919)
- Flitter-Dörtje, regia di Robert Leffler (1919)
- Die Launen eines Milliardärs, regia di Arthur Wellin (1919)
- Der Fall Tolstikoff, regia di Robert Leffler (1919)
- Die Schreckensnacht im Irrenhaus Ivoy, regia di Otz Tollen e Arzén von Cserépy (1920)
- Il gabinetto del dottor Caligari (Das Cabinet des Dr. Caligari), regia di Robert Wiene (1920)
- Wildes Blut, regia di Emmerich Hanus (1920)
- Der schwarze Graf, regia di Otz Tollen (1920)
- L'immagine errante (Das wandernde Bild), regia di Fritz Lang (1920)
- Vier um die Frau, regia di Fritz Lang (1921)
- Die Nächte des Cornelis Brouwer, regia di Reinhard Bruck e William Wauer (1921)
- Am Webstuhl der Zeit, regia di Holger-Madsen e Joe May (1921)
- Destino (Der müde Tod), regia di Fritz Lang (1921)
- Zirkus des Lebens, regia di Johannes Guter (1921)
- Il dottor Mabuse (Dr. Mabuse, der Spieler), regia di Fritz Lang (1922)
- Der steinerne Reiter, regia di Fritz Wendhausen (1923)
- Die Prinzessin Suwarin, regia di Johannes Guter (1923)
- Ombre ammonitrici (Schatten - Eine nächtliche Halluzination), regia di Arthur Robison (1923)
- I nibelunghi (Die Nibelungen: Siegfried), regia di Fritz Lang (1924)
- Pietro der Korsar, regia di Arthur Robison (1925)
- Der Mann seiner Frau, regia di Felix Basch (1926)
- Der rosa Diamant, regia di Rochus Gliese (1926)
- Die lachende Grille, regia di Frederic Zelnik (1926)
- Fighting the White Slave Traffic, regia di Jaap Speyer (1926)
- Mädchenhandel - Eine internationale Gefahr, regia di Jaap Speyer (1927)
- Metropolis, regia di Fritz Lang (1927)
- Der Zigeunerbaron, regia di Frederic Zelnik (1927)
- Der Herr der Nacht, regia di Carl Heinz Wolff (1927)
- The Queen Was in the Parlour, regia di Graham Cutts (1927)
- Casanova, regia di Aleksandr Volkov (1927)
- Tingel Tangel, regia di Gustav Ucicky (1927)
- Die raffinierteste Frau Berlins, regia di Franz Osten (1927)
- Das Mädchen aus Frisco, regia di Wolfgang Neff (1927)
- Die Sandgräfin, regia di Hans Steinhoff (1928)
- L'inafferrabile (Spione), regia di Fritz Lang (1928)
- Mädchenschicksale, regia di Richard Löwenbein (1928)
- Volga Volga (Wolga Wolga), regia di Viktor Turžanskij (1928)
- Die schönste Frau von Paris, regia di Jacob Fleck e Luise Fleck (1928)
- La Faute de Monique, regia di Maurice Gleize (1928)
- Eine Nacht in Yoshiwara, regia di Emmerich Hanus (1928)
- Tu m'appartieni (Tu m'appartiens!), regia di Maurice Gleize (1929)
- La Maison des hommes vivants, regia di Marcel Dumont e Gaston Roudès (1929)
- Le Requin, regia di Henri Chomette (1930)
- Tarakanova, regia di Raymond Bernard (1930)
- Eskimo, regia di George Schnéevoigt (1930)
- Der weiße Gott, regia di George Schnéevoigt (1932)
- Le Testament du Dr. Mabuse, regia di Fritz Lang, René Sti (1933)
- Il testamento del dottor Mabuse (Das Testament des Dr. Mabuse), regia di Fritz Lang (1933)
- Der Judas von Tirol, regia di Franz Osten (1933)
- Perché ha ucciso? (Elisabeth und der Narr), regia di Thea von Harbou (1934)
- Die Welt ohne Maske, regia di Harry Piel (1934)
- Hanneles Himmelfahrt, regia di Thea von Harbou (1934)
- Fiamme alla frontiera (Grenzfeuer), regia di Hanns Beck-Gaden (1934)
- Paganini (Gern hab' ich die Frau'n geküßt), regia di E.W. Emo (1934)
- Zwischen Himmel und Erde, regia di Franz Seitz (1934)
- Der Fall Brenken, regia di Carl Lamac (1934)
- Die Frauen vom Tannhof, regia di Franz Seitz (1934)
- I due re (Der alte und der junge König), regia di Hans Steinhoff (1935)
- Der Kosak und die Nachtigall, regia di Phil Jutzi (1935)
- Das Einmaleins der Liebe, regia di Carl Hoffmann (1935)
- Il paese delle balie (Der Ammenkönig), regia di Hans Steinhoff (1935)
- Ein seltsamer Gast, regia di Gerhard Lamprecht (1936)
- Die Stunde der Versuchung, regia di Paul Wegener (1936)
- L'imperatore della California (Der Kaiser von Kalifornien), regia di Luis Trenker (1936)
- Moral, regia di Hans H. Zerlett (1936)
- Die un-erhörte Frau, regia di Nunzio Malasomma (1936)
- Intermezzo, regia di Josef von Báky (1936)
- Il concerto di corte (Das Hofkonzert), regia di Detlef Sierck (Douglas Sirk) (1936)
- Truxa, regia di Hans H. Zerlett (1937)
- Ingratitudine (Der Herrscher), regia di Veit Harlan (1937)
- Die göttliche Jette, regia di Erich Waschneck (1937)
- Madame Bovary, regia di Gerhard Lamprecht (1937)
- Ragazzi, regia di Erich Waschneck (1937)
- Bandiera gialla (Die gelbe Flagge), regia di Gerhard Lamprecht (1937)
- Der Katzensteg, regia di Fritz Peter Buch (1938)
- Abenteuer in Marokko, regia di Leo Lapaire (1938)
- Ab Mitternacht, regia di Carl Hoffmann (1938)
- Battaglia di donne (Zwei Frauen), regia di Hans H. Zerlett (1938)
- Cuori in burrasca (Menschen vom Varieté), regia di Josef von Báky (1939)
- Parkstrasse 13, regia di Jürgen von Alten (1939)
- Schneider Wibbel, regia di Viktor de Kowa (1939)
- La vita del dottor Koch (Robert Koch, der Bekämpfer des Todes), regia di Hans Steinhoff (1939)
- La maschera dell'onestà (Kennwort Machin), regia di Erich Waschneck (1939)
- Die unvollkommene Liebe, regia di Robert A. Stemmle (1940)
- Cuor di regina (Das Herz der Königin), regia di Carl Froelich (1940)
- Kora Terry, regia di Georg Jacoby (1940)
- Alba d'amore (Hochzeit auf dem Bärenhof), regia di Carl Froelich (1942)